# ベイルル
ベイルル（ティグリニャ語: በይሉል、英語: Beilul）は、エリトリア南東部・デブバウィ・ケイバハリ地方南部の町で、海岸線を持つ。南デンカリア地区の行政府所在地であるデブバウィ・ケイバハリ地方の州都・アッサブから41.5キロメートル離れている。国道P-6号線はマッサワからベイルルを経由してアッサブに至っている。ベイルルは他にもBäylul, Bailul, Beylul, Beyelul, Beilil, Bēylul等と綴られる。北緯13度15分52秒、東経42度20分03秒。標高11メートル。人口14,055人（2005年推計）。先史時代の遺跡が発見されている。